# Lily Mariye
Lily Mariye (Las Vegas (Nevada), 25 september 1964), geboren als Lily Hamamura, is een Amerikaanse actrice, filmregisseuse, filmproducente en scenarioschrijfster.
Mariye is het meest bekend van haar rol als verpleegster Lily Jarvik in de televisieserie ER waar zij in 127 afleveringen speelde (1994-2009).

## Biografie
Mariye studeerde af in theaterwetenschap aan de Universiteit van Californië in Los Angeles.
Mariye won met de cast van ER viermaal de Screen Actors Guild Awards.
Mariye is vanaf 1985 getrouwd met Boney James met wie zij in Los Angeles woont.

## Filmografie

### Films
- 2010 Extraordinary Measures - als dr. Waldman
- 2005 American Pie Presents: Band Camp – als dr. Susan Choi
- 1998 Mighty Joe Young – als ticketverkoopster
- 1995 Signs and Wonders – als agente Sung
- 1994 Roseanne and Tom: behind the Scenes – als secretaresse
- 1994 The New Age – als Sue
- 1994 The Shadow (1994) – als mrs. Tam
- 1992 Exclusive – als dokter
- 1991 Ted & Venus – als Rose
- 1991 The Doctor – als operatie verpleegster
- 1991 Switch – als verpleegster
- 1986 American Geisha – als Shizue
- 1986 Fuzzbucket – als lerares
- 1982 The Best Little Whorehouse in Texas – als meisje Chicken Ranch

### Televisieseries
Uitgezonderd eenmalige gastrollen.
- 2014 Teen Wolf - als Satomi Ito - 3 afl.
- 1994-2009 ER – als verpleegster Lily Jarvik – 127 afl.
- 1995-1996 Melrose Place – als dr. Fisher – 2 afl.

### Filmregisseuse
- 2023 Godfather of Harlem - televisieserie - 1 afl.
- 2022 The Good Fight - televisieserie - 1 afl.
- 2022 Partner Track - televisieserie - 2 afl.
- 2022 The Walking Dead - televisieserie - 1 afl.
- 2022 Promised Land - televisieserie - 1 afl.
- 2021 The Walking Dead: World Beyond - televisieserie - 2 afl.
- 2020 Council of Dads - televisieserie - 1 afl.
- 2020 Prodigal Son - televisieserie - 1 afl.
- 2018-2020 MacGyver - televisieserie - 2 afl.
- 2019 Stumptown - televisieserie - 1 afl.
- 2019 How to Get Away with Murder - televisieserie - 1 afl.
- 2018-2019 NCIS: Los Angeles - televisieserie - 4 afl.
- 2019 The Terror - televisieserie - 1 afl.
- 2019 The Enemy Within - televisieserie - 1 afl.
- 2017-2019 Chicago P.D. - televisieserie -2 afl.
- 2018 Criminal Minds - televisieserie - 2 afl.
- 2016-2018 Nashville - televisieserie - 3 afl.
- 2017 The Fosters - televisieserie - 1 afl.
- 2017 Just Add Magic - televisieserie - 1 afl.
- 2012 Model Minority – film
- 2003 Thumbing It – korte film
- 2002 Err – korte film
- 2000 The Shangri-la Café – als korte film

### Filmproducente/Scenarioschrijfster
- 2012 Model Minority – film
- 2000 The Shangri-la Café – als korte film

- Library of Congress Control Number: no2015011773
- Virtual International Authority File: 314816069
- WorldCat: E39PBJkxMX63dDrf7hBHHHpkjC